# Ignaz Schuppanzigh

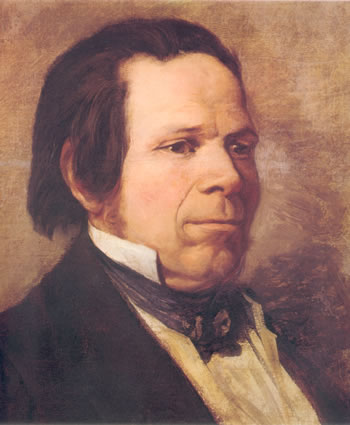
Ignaz Schuppanzigh, porträtterad av Josef Danhauser.

Ignaz Anton Schuppanzigh, född den 20 november 1776 i Wien, död där den 2 mars 1830, var en österrikisk violinist.
Schuppanzigh, som var dirigent vid tyska operan i Wien, blev namnkunnig som primarie i den stråkkvartett (Schuppanzigh, Mayseder, Weiss och Lincke), som först spelade Beethovens kvartetter samt mönstergillt tolkade även Haydns och Mozarts. Schuppanzighkvartetten underhölls i början av furst Lichnowsky, sedan av furst Andrej Razumovskij, varefter den konserterade i Tyskland och 1816–1823 i Ryssland.